# Peter Lippert
Peter Lippert (23. srpna 1879 Freudenberg u Ambergu – 18. prosince 1936 Locarno) byl německý římskokatolický kněz a teolog.
Vyrůstal v rolnické rodině společně s dalšími osmi sourozenci. Po vystudování Erasmus-Gymnasium v Ambergu roku 1898 přešel do kněžského semináře do Regensburgu. 30. září 1899 vstoupil do jezuitského řádu. Noviciátem prošel ve Feldkirchu. Dále studoval v nizozemském Roermundu a Valkenburgu.
28. srpna 1909 přijal svátost kněžství od biskupa Hermanna Döringa. Po dokončení studií v roce 1912 přešel natrvalo do Mnichova, kde pracoval ve vydavatelství kulturního časopisu Stimmen der Zeit.
Jeho duchovní impulsy šířil formou přednášek, esejí, knih, rozhlasových kázání či korespondencemi. V roce 1924 publikoval knihu Von Seele zu Seele, jenž byla sborníkem jeho duchovních promluv. 28. srpna 1922 se zúčastnil katolického dne, kde měl respektovaný proslov.
V roce 1925 odcestoval poprvé do Říma ku příležitosti svatořečení Petra Canisia.
Konec svého života prožil ve švýcarském Locarnu, kde 18. prosince 1936 zemřel na zápal plic.
Jeho hrob na hřbitově v Immensee je doplněn nápise Ego vos semper custodiam (v češtině Budu vás vždy ochraňovat).